# BoxXpress.de
Die boxXpress.de GmbH ist ein Eisenbahnverkehrsunternehmen, das sich auf Containerzüge von den Nordseehäfen ins Hinterland spezialisiert hat. Dabei werden mit einem Netz von Ganzzügen Containerterminals in vier Nordseehäfen mit Terminals in Süddeutschland, Österreich und Ungarn verbunden. Dafür stehen derzeit 45 eigene und angemietete Elektroloks sowie 1200 Containerdoppeltragwagen zur Verfügung.

## Geschichte

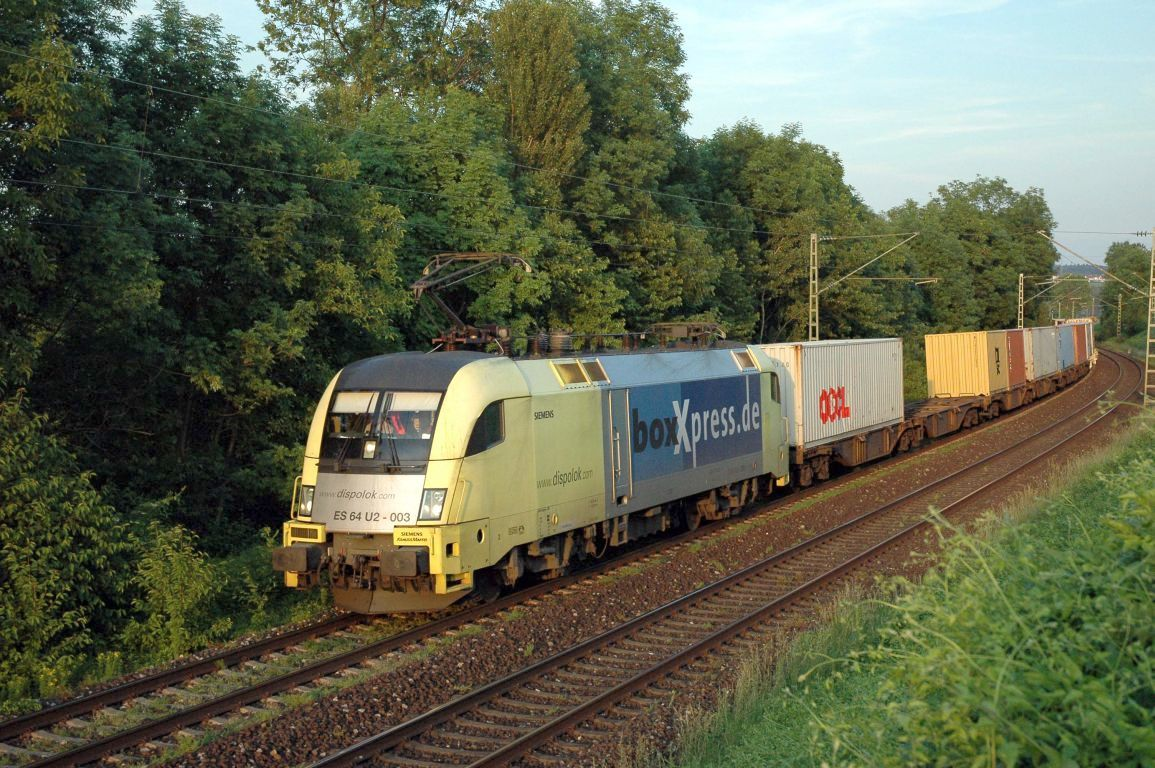
Ein BoxXpress-Containerzug bei Lauffen am Neckar

Am 28. Juni 1999 nahm die „Eurokombi KGaA“ eine Verbindung des Kombinierten Ladungsverkehrs (KLV) von Hamburg/Bremerhaven nach München, unter der Bezeichnung „Munich-Shuttle“, auf. Die Traktion wurde durch die Eisenbahnen und Verkehrsbetriebe Elbe-Weser (EVB) erbracht. Die „Eurogate Intermodal“ (ehemals Eurokombi KGaA), „European Rail Shuttle“ und die „KEP Logistik“ (in die TX Logistik AG aufgegangen) gründeten am 26. Juni 2000 ein, unter dem Namen boxXpress.de vermarktetes, Netz des Kombinierten Ladungsverkehrs. Zu Beginn waren die Häfen Hamburg und Bremerhaven mit Stuttgart, Nürnberg und München verbunden; die Wochenkapazität betrug 1.800 TEU. Die boxXpress.de GmbH wurde schließlich am 16. November 2001 gegründet. Die Zulassung als EVU, im Güterverkehr, gilt seit dem 7. Mai 2003 und ist bis zum 31. Mai 2018 gültig. Das Unternehmen startete mit einer wöchentlichen Transportkapazität von 2.720 TEU, die bis 2006 auf über 7.000 TEU ausgebaut wurde. Am 6. September 2004 wurde der Sitz des Unternehmens nach Hamburg verlegt. Vom 1. Februar 2005 an wurde Mainz werktäglich von den Seehäfen bedient. Diese wurde zum 10. Dezember 2006 eingestellt und stattdessen Ulm und Regensburg ins Netz mitaufgenommen. Seit dem 1. Juli 2008 wird Regensburg nicht mehr bedient. Derzeit bietet das Unternehmen eine jährliche Transportkapazität von ca. 916.000 TEU an.
Zur Verfügung stehen acht Bombardier TRAXX F140 (AC1/AC2) Lokomotiven, sieben Siemens ES 64 F4 und neun Siemens ES 64 U2. Drei Bombardier TRAXX F140 AC2 sind von Railpool gemietet, alle anderen von MRCE Dispolok. Einige der 987 Containertragwagen sind von Wascosa und AAE Cargo gemietet.

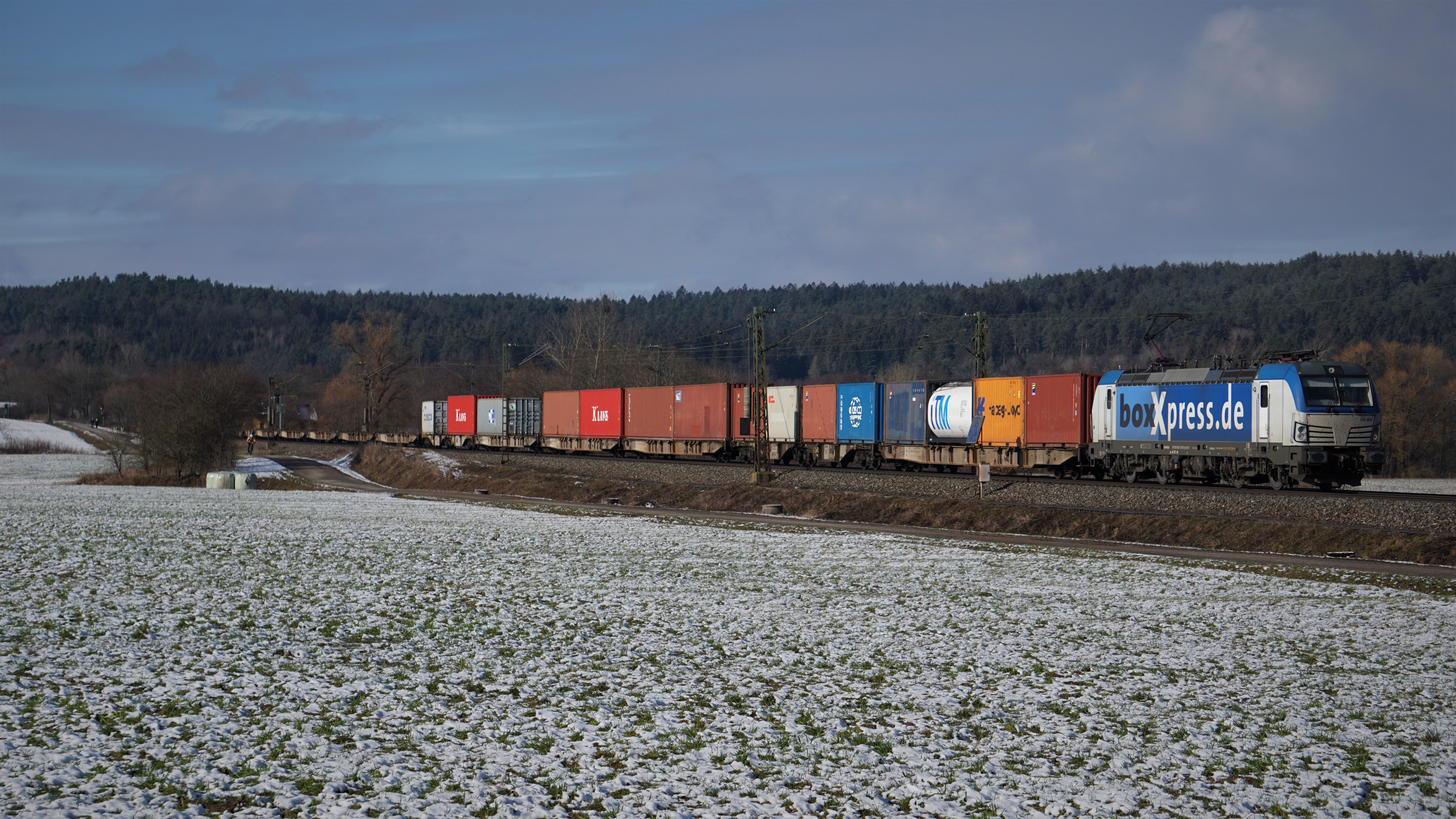
Vectron in Pölling nach Regensburg

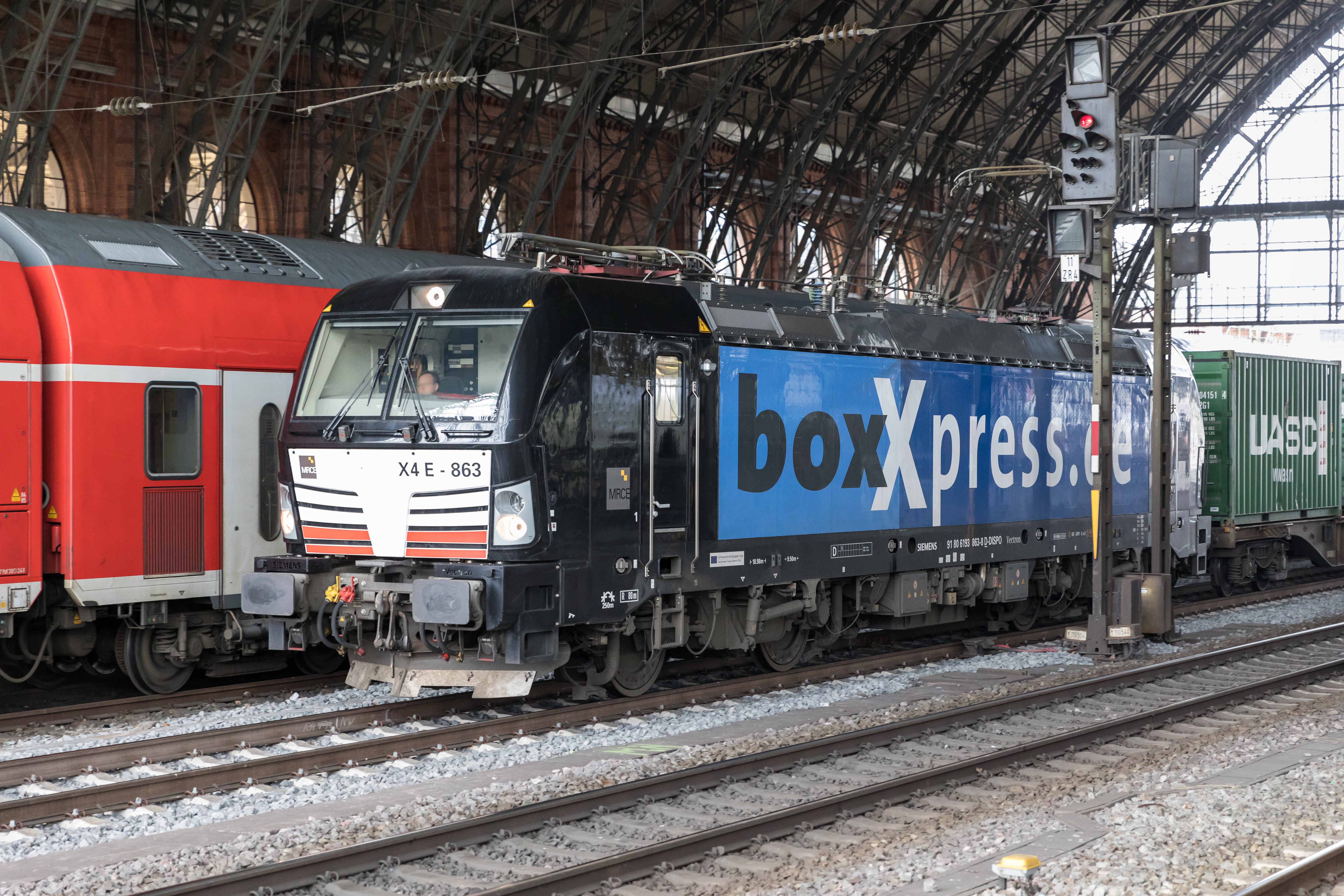
Siemens Vectron AC (MRCE-BoxXpress) in Bremen

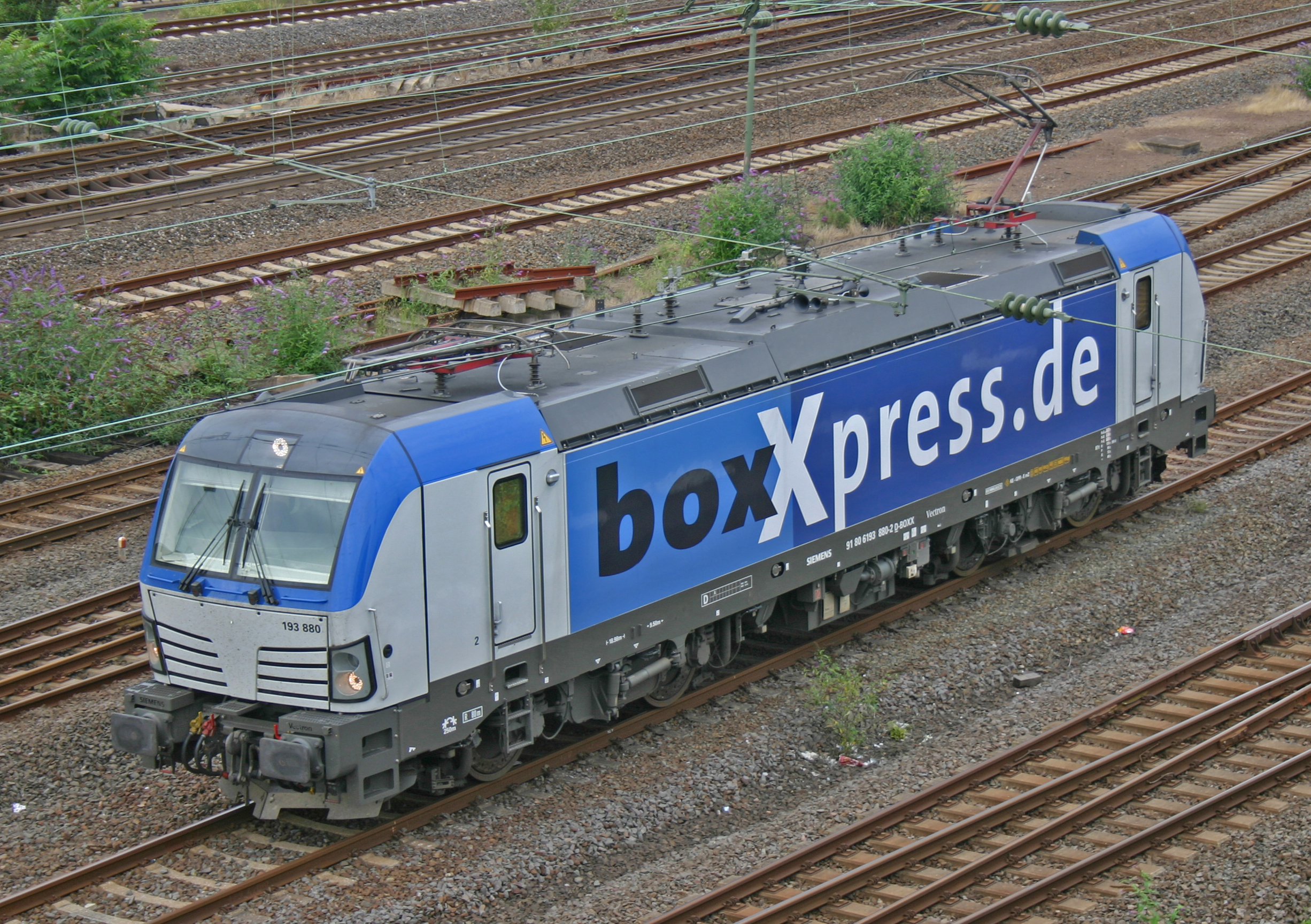
Lokomotive 193 880 in Essen Hbf

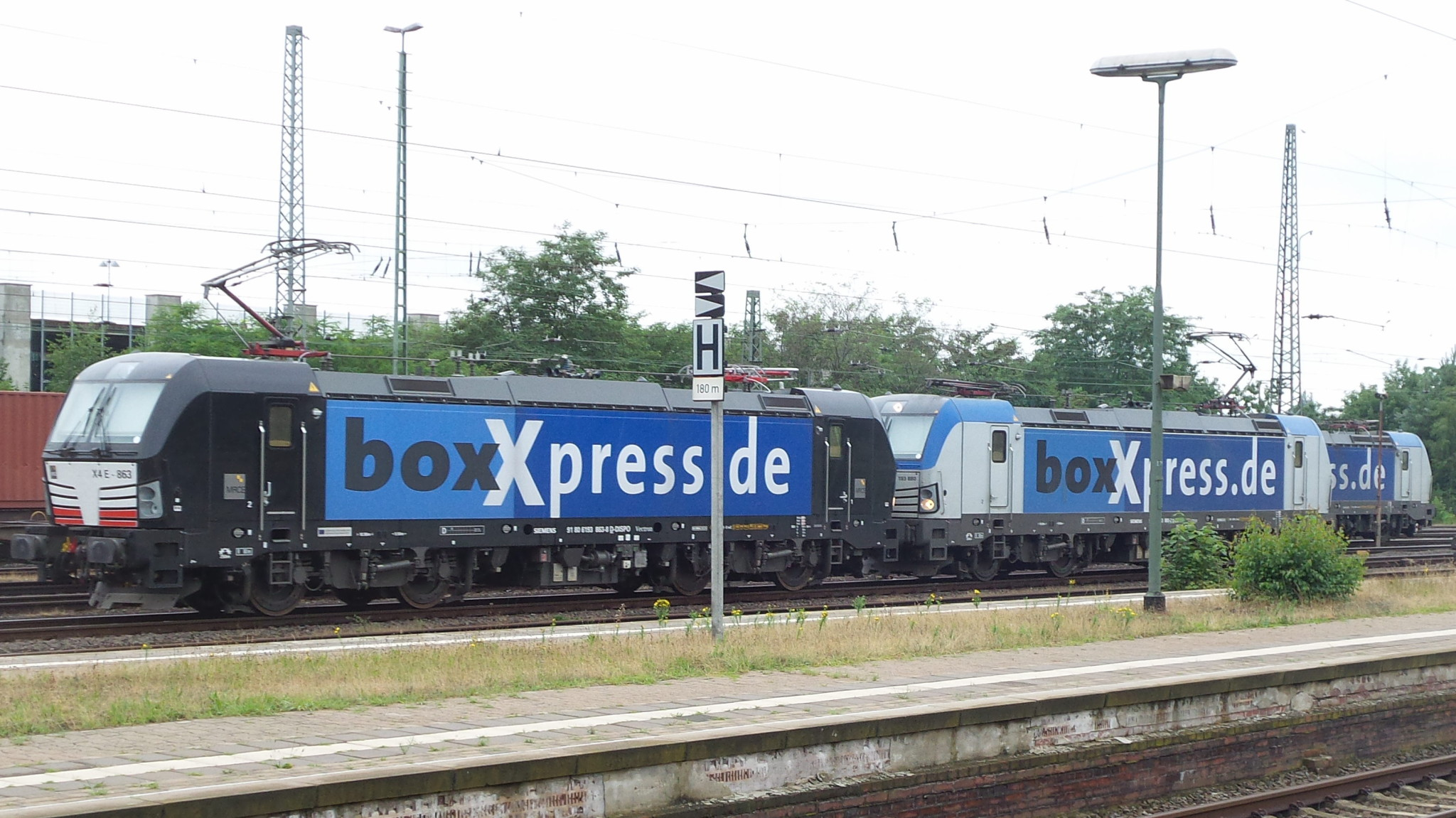
Angemietete und eigene BoxXpress Vectron Lokomotiven im Bahnhof Nienburg(Weser)

Am 12. August 2013 bestellte boxXpress.de bei Siemens vier Vectron-Lokomotiven. Diese haben eine Höchstgeschwindigkeit von 160 km/h und eine maximale Leistung von 6400 kW. Sie wurden im Dezember 2013 ausgeliefert und können in Deutschland und Österreich verkehren. Weitere Lokomotiven des gleichen Typs sind von MRCE Dispolok gemietet.

## Streckennetz
Von den Seehäfen an der Nordsee (Nordterminals) werden die nachfolgend aufgeführten Hinterlandterminals im Süden (Südterminals) mit bis zu 11 wöchentlichen Abfahrten bedient.
Nordterminals:
- Bremerhaven (Container-Terminal Bremerhaven I, II und IV)[10]
- Hamburg (CTA, CTB und EUROKOMBI)
- Wilhelmshaven (JadeWeserPort JWP)
- Rotterdam (ECT, EMX, RSC)

Südterminals in Deutschland:
- Augsburg (DUSS)
- Beiseförth (DUSS)
- Dortmund (CTD)
- Duisburg (DIT)
- Frankfurt am Main (Contargo)
- Hof (Contargo)
- Kornwestheim Ubf (DUSS)
- Mannheim (Contargo)
- München-Riem (DUSS)
- Nürnberg Hafen (TriCon)
- Regensburg (CTR)
- Singen (TSG)
- Ulm/Beimerstetten (DUSS)
- Wörth (Contargo)

in Österreich und Ungarn:
- Budapest (Budapesti Intermodális Logisztikai Központ, BILK)
- Enns (CT)
- Salzburg (CT)

## Gesellschafter
Die boxXpress.de GmbH hat ein Stammkapital von 250.000 Euro. Die Gesellschafter sind:
- ERS Railways GmbH, Tochter der Hupac (47 %)
- Eurogate Intermodal GmbH (38 %)
- TX Logistik AG (15 %)